# Hallucinations collectives 2023
Le festival des Hallucinations collectives 2023 est la seizième édition des Hallucinations collectives.

## Déroulement et faits marquants
La seizième édition du festival a eu lieu du mardi 4 au lundi 10 avril 2023.

### Projections
| Titre                                                         | Réalisateur(s)            | Année            | Pays                  |
| Film d'ouverture                                              | Film d'ouverture          | Film d'ouverture | Film d'ouverture      |
| ------------------------------------------------------------- | ------------------------- | ---------------- | --------------------- |
| Shin Ultraman                                                 | Shinji Higuchi            | 2022             | Japon                 |
| Hors compétition                                              |                           |                  |                       |
| La légende de Baahubali (Baahubali : The Beginning)           | S. S. Rajamouli           | 2015             | Inde                  |
| Baahubali 2 : La Conclusion (Baahubali 2 : The Conclusion)    | S. S. Rajamouli           | 2017             | Inde                  |
| Longs métrages en compétition                                 |                           |                  |                       |
| UFO Sweden                                                    | Crazy Pictures            | 2022             | Suède                 |
| Venus                                                         | Jaume Balagueró           | 2022             | Espagne               |
| Missing                                                       | Shinzô Katayama           | 2021             | Japon- Corée du Sud   |
| Candy Land                                                    | John Swab                 | 2022             | États-Unis            |
| Limbo                                                         | Soi Cheang                | 2021             | Hong Kong             |
| Pearl                                                         | Ti West                   | 2022             | États-Unis            |
| Courts métrages en compétition                                |                           |                  |                       |
| Claudio’s Song (10 min)                                       | Andreas Nilsson           | 2022             | Royaume-Uni           |
| Dog Apartment (14 min)                                        | Priit Tender              | 2022             | Estonie               |
| Jackdaw (17 min)                                              | Mac Nixon                 | 2021             | Royaume-Uni           |
| In the Big Yard Inside the Teeny-Weeny Pocket (7 min)         | Yoko Yuki                 | 2022             | Japon                 |
| O (14 min)                                                    | Dominik Balkow            | 2022             | Allemagne             |
| Hi ! How are you? (5 min)                                     | Gaïa Grandin Mendzylewski | 2022             | France                |
| Surveillance Film (15 min)                                    | Tanner D. Masseth         | 2023             | États-Unis            |
| Nu (14 min)                                                   | Olivier Labonté LeMoyne   | 2022             | Canada                |
| En pleine rue                                                 |                           |                  |                       |
| Smithereens                                                   | Susan Seidelman           | 1982             | États-Unis            |
| Pixote, la loi du plus faible (Pixote, a lei do mais fraco)   | Héctor Babenco            | 1980             | Brésil                |
| Style Wars                                                    | Tony Silver               | 1983             | États-Unis            |
| Streetwise                                                    | Martin Bell               | 1984             | États-Unis            |
| Déviations : 3 films de José Ramón Larraz                     |                           |                  |                       |
| Vampyres                                                      | José Ramón Larraz         | 1974             | Royaume-Uni           |
| Black Candles (Los ritos sexuales del diablo)                 | José Ramón Larraz         | 1982             | Espagne               |
| Whirlpool                                                     | José Ramón Larraz         | 1970             | Royaume-Uni- Danemark |
| Cabinet de curiosités                                         |                           |                  |                       |
| La Dernière Maison sur la Gauche (The Last House on the Left) | Wes Craven                | 1972             | États-Unis            |
| L.A. Plays Itself + Sextool                                   | Fred Halsted              | 1972             | États-Unis            |
| L'Inconnu de Shandigor                                        | Jean-Louis Roy            | 1967             | Suisse                |
| Combat Shock                                                  | Buddy Giovinazzo          | 1984             | États-Unis            |
| Gloria Mundi                                                  | Nikos Papatakis           | 1976             | France                |
| Dr. Caligari                                                  | Stephen Sayadian          | 1989             | États-Unis            |
| Joe, c'est aussi l'Amérique (Joe)                             | John G. Avildsen          | 1970             | États-Unis            |
| Le Temple du lotus rouge (Burning Paradise)                   | Ringo Lam                 | 1994             | Hong Kong             |
| House (Hausu)                                                 | Nobuhiko Ōbayashi         | 1977             | Japon                 |
| Film de clôture                                               |                           |                  |                       |
| Sisu                                                          | Jalmari Helander          | 2022             | Finlande              |

### Prix
- Compétition longs métrages :
  - Grand prix du festival (prix du public) : Limbo de Soi Cheang ;
  - Prix du jury lycéen : Limbo de Soi Cheang.
- Compétition courts métrages :
  - Grand prix du festival (prix du public) : Dog Apartment (Koerkorter) de Priit Tender (et) ;
  - Prix du jury lycéen : Dog Apartment (Koerkorter) de Priit Tender.